# 3125 Hay
3125 Hay је астероид главног астероидног појаса чија средња удаљеност од Сунца износи 2,602 астрономских јединица (АЈ).
Апсолутна магнитуда астероида је 12,3.